# Естакада (Луганськ)
Луга́нська естака́да — транспортна розв'язка в Луганську, яка з'єднує залізничний вокзал з центром міста, вулицями Коцюбинського та Луначарського. Розв'язка, що являє собою два півкола, підходить до другого поверху вокзалу. Під естакадою знаходиться автомобільна парковка.

## Історія спорудження
Естакаду було відкрито 1995 року, її відкриття приурочено до 200-річчя Луганська.
Відповідно до генерального плану Луганська до 2029 року по естакаді планується побудувати тролейбусну лінію, яка пролягатиме від естакади вулицями Коцюбинського та Лермонтова до вулиці Радянської.

## Інциденти
Під час святкування Дня Перемоги 1997 року на естакаді сталася тиснява, внаслідок якої 12 осіб зазнали травм різного ступеня тяжкості. Близько 30 тисяч чоловік перебували на естакаді для того, щоб побачити святковий феєрверк. Для «кращого візуального ефекту» комунальники вимкнули світло на об'єкті, внаслідок чого після салюту, коли люди почали спускатися до зупинки громадського транспорту, травмувалися 12 чоловік, котрі перебували на нижніх сходинках, у тому числі 5 дітей.

## Естакада у культурі
Щороку в День міста Луганська (2 субота вересня) під естакадою проходить виставка квітів. У травні 2012 року під час проведення мистецького фестивалю «Артодром» луганську естакаду було перетворено на стріт-арт-об'єкт — її опори луганські художники графіті вкрили ілюстраціями коміксу «Ворошиловград». У жовтні 2012 року під естакадою пройшла виставка робіт міських художників «+/-16».